# 丰溪镇
丰溪镇，是中华人民共和国湖北省十堰市竹溪县下辖的一个乡镇级行政单位。

## 行政区划
丰溪镇下辖以下地区：
丰溪村、凉桥村、周家坝村、普岭村、下坝村、大坪村、正沟村、界梁村、洞宾口村、戈边河村、高子河村、朝阳洞村、桃花山村、西米河村、纸坊村、三坪村和辽叶村。